# Partido Socialdemócrata (Japón)
El Partido Socialdemócrata (社会民主党 , Shakai Minshu-tō?,  abreviado 社民党, Shamin-tō) es un partido político japonés, sucesor del antiguo Partido Socialista de Japón (PSJ). En 1996 el Partido Socialista cambió su denominación a Partido Socialdemócrata para renovar su imagen, atraer al votante medio y acercarse tanto en imagen como posición ideológica a los partidos socialdemócratas europeos.

## Relevancia
Desde 1996 el Partido Socialdemócrata ha perdido tanto electores como militantes siendo la 8.º y última fuerza en el parlamento detrás de los siguientes partidos: Partido Liberal Democrático, Partido Democrático de Japón, Nuevo Komei, Partido de la Restauración, Partido de Todos, Primero la vida de las personas y el Partido Comunista Japonés. Fue brevemente parte de la coalición de gobierno que apoyo al Partido Democrático de Japón durante su gobierno de tres años.
En la actualidad tiene 3 escaños en la Cámara de Consejeros (Senado) y 2 escaños en la Cámara de Representantes (cámara baja). El bajo apoyo se atribuye a varias razones; entre ellas se citan algunas como la salida de varios grupos de militantes hacia el Partido Democrático de Japón y el abandono del marxismo que en el antiguo Partido Socialista era muy influyente.

## Resultados electorales

### Cámara de Representantes
| Elecciones | # de votos     | % de votos | # de escaños | ±-          |
| ---------- | -------------- | ---------- | ------------ | ----------- |
| 1996       | 3.547.240 (#5) | 6,38       | 15/500       | 55a         |
| 2000       | 5.603.680 (#6) | 9,36       | 19/480       | 4           |
| 2003       | 3.027.390 (#5) | 5,12       | 6/480        | 13          |
| 2005       | 3.719.522 (#5) | 5,49       | 7/480        | 1           |
| 2009       | 3.006.160 (#4) | 4,27       | 7/480        | Sin cambios |
| 2012       | 1.420.790 (#8) | 2,36       | 2/480        | 5           |
| 2014       | 1.314.441 (#7) | 2,46       | 2/475        | Sin cambios |
| 2017       | 941.324 (#7)   | 1,69       | 2/465        | Sin cambios |
| 2021       | 1.018.588 (#8) | 1,77       | 1/465        | 1           |
| 2024       | 934.598 (#10)  | 1,71       | 1/465        | Sin cambios |

a Respecto al resultado del Partido Socialista de Japón en 1993.

## Presidentes del Partido Socialdemócrata de Japón
| Presidente del Partido Socialdemócrata |                   |                          |                          |
| 1                                      | Tomiichi Murayama | 19 de enero de 1996      | 28 de septiembre de 1996 |
| 2                                      | Takako Doi        | 28 de septiembre de 1996 | 15 de noviembre de 2003  |
| 3                                      | Mizuho Fukushima  | 15 de noviembre de 2003  | 25 de julio de 2013      |
| 4                                      | Tadatomo Yoshida  | 14 de octubre de 2013    | Actualidad               |